# Józef Radzicki
Józef Radzicki herbu Nałęcz (ur. ok. 1736, zm. 23 lipca 1793 w Warszawie) – skarbnik (1754), podczaszy (1766), stolnik (od 1768), podkomorzy zakroczymski (1773), marszałek konfederacji targowickiej.

## Życiorys
Urodził się ok. 1736 w rodzinie Antoniego Radzickiego herbu Nałęcz (ok.1700–1748) i Kunegundy Anny Justyny Żabickiej herbu Prawdzic (1697–1786).
W załączniku do depeszy z 2 października 1767 roku do prezydenta Kolegium Spraw Zagranicznych Imperium Rosyjskiego Nikity Panina, poseł rosyjski Nikołaj Repnin określił go jako posła właściwego dla realizacji rosyjskich planów na sejmie 1767 roku za którego odpowiada król, poseł ziemi wyszogrodzkiej na sejm 1767 roku. Poseł na sejm 1768 roku z ziemi zakroczymskiej. W 1775 dostał prawem emfiteutycznym królewszczyzny: Wierzbowiec, Sundyn i Letniowce. Na Sejmie Rozbiorowym w 1775 roku powołany do Komisji Skarbowej Koronnej. Poseł na sejm 1778 roku z ziemi zakroczymskiej. Poseł na sejm 1782 roku z ziemi zakroczymskiej. Jako poseł ziemi zakroczymskiej na Sejm Czteroletni w 1790 roku i deputowany do konstytucji z prowincji Wielkopolskiej podpisał konstytucję 3 maja.
Figurował na liście posłów i senatorów posła rosyjskiego Jakowa Bułhakowa w 1792 roku, która zawierała zestawienie osób, na które Rosjanie mogą liczyć przy rekonfederacji i obaleniu dzieła 3 maja.